# Mekbuda
Mekbuda, nota anche come Zeta Geminorum (ζ Gem / ζ Geminorum), è una stella situata nella costellazione dei Gemelli. Il nome Mekbuda ha origine nell'antica Arabia quando questa e la stella Mebsuta (o Epsilon Geminorum) erano le zampe della costellazione del Leone; Mekbuda significa infatti in arabo la zampa piegata del leone. Si trova a poco meno di 1200 anni luce dalla Terra.

## Storia delle osservazioni
Nel 1825, l'astronomo tedesco Julius Schmidt scoprì che la luminosità di Mekbuda variava con un periodo di circa 10 giorni, anche se la sua variabilità era stata sospettata già nel 1790. Nel 1899, l'astronomo americano William Wallace Campbell annunciò che Zeta Geminorum ha una Velocità radiale variabile. Sulla base delle sue osservazioni, Campbell poi pubblicò gli elementi orbitali del sistema, pensando che le irregolarità fossero dovute al fatto che fosse un sistema stellare triplo. La variazione periodica della velocità radiale fu poi spiegato come dovuta a delle pulsazioni radiali che si verificano in una classe di stelle variabili note come variabili Cefeidi, il cui nome deriva dal prototipo di questo tipo di stelle, ossia Delta Cephei.
La periodicità della stella stessa è variabile, e questo fu notato per la prima volta dall'astronomo tedesco Paul Guthnick nel 1920, il quale sospettava che il cambiamento periodico fosse dovuto alla presenza di un compagno orbitante. Nel 1930, l'astronomo danese Axel Nielsen suggerì che il cambiamento del periodo era dovuto a una sua costante diminuzione,  di circa 3,6 secondi all'anno.

## Caratteristiche fisiche
La stella è una supergigante gialla; nella costellazione è situata nella "gamba" distesa del gemello Polluce. È una variabile cefeide la cui magnitudine apparente varia tra +3,62 e +4,18 in 10,15 giorni. La sua classe spettrale è G0Ibv, dove il suffisso 'v' indica che la sua classe varia tra la F7Ib e la G3Ib nel corso del suo ciclo di pulsazione. Allo stesso modo la temperatura superficiale della stella varia tra 5780 K e 5260 K, mentre il raggio varia da 61 a 69 volte il raggio del sole. Mediamente, irradia circa 2.900 volte la luminosità del sole.